# Heterotermes convexinotatus
Heterotermes convexinotatus är en termitart som först beskrevs av John Otterbein Snyder 1924.  Heterotermes convexinotatus ingår i släktet Heterotermes och familjen Rhinotermitidae. Inga underarter finns listade i Catalogue of Life.